# Châteaudun
Châteaudun település Franciaországban, Eure-et-Loir megyében. Lakosainak száma 12 898 fő (2022. január 1.). Châteaudun Marboué, Thiville, Saint-Denis-Lanneray, Villemaury és Jallans községekkel határos.

## Fekvése
A Loire völgyében, Cloyes-sur-le-Loirtól északnyugatra fekvő település.

## Története

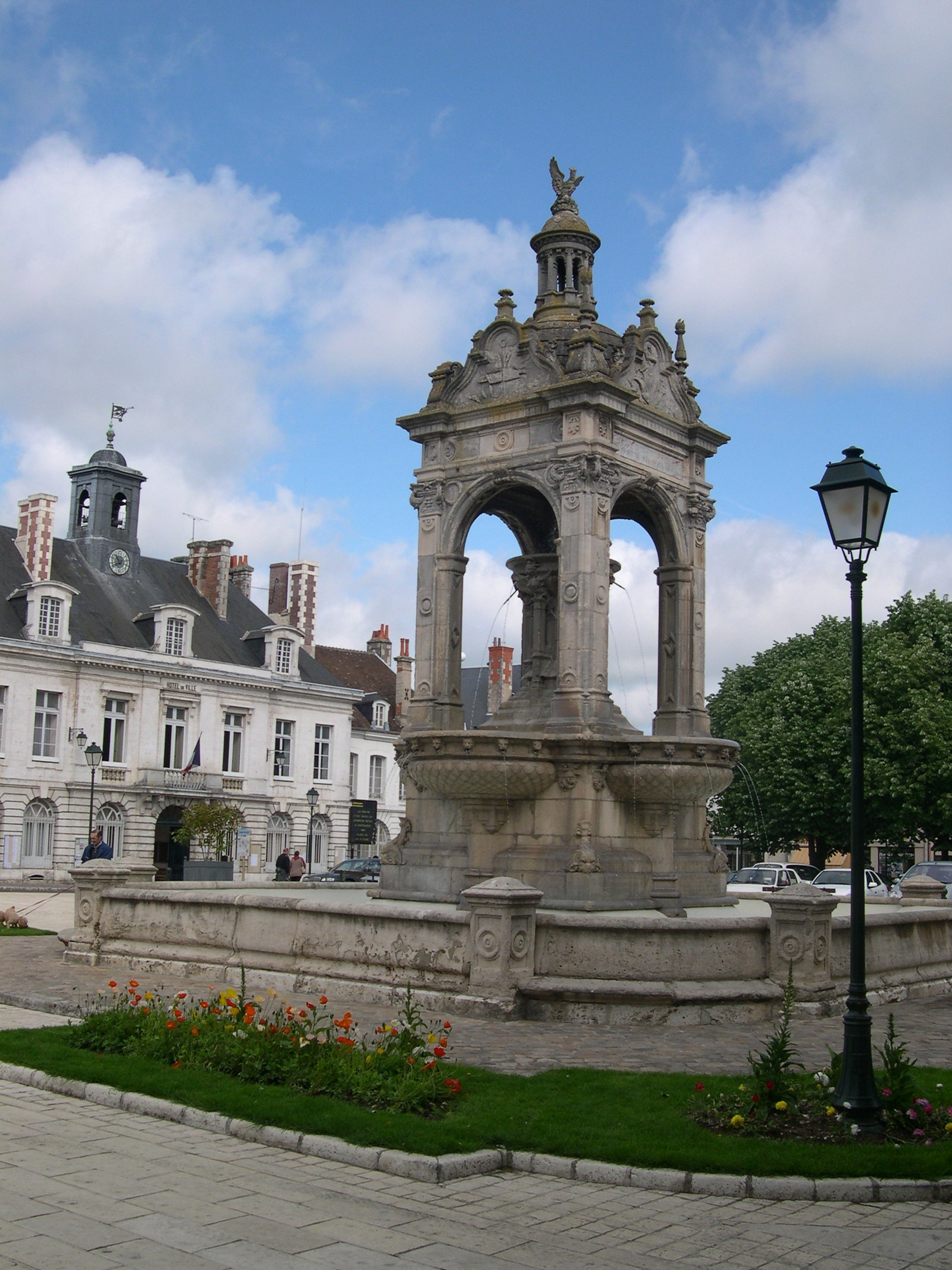

A ma százötvenezer körüli lakosú város helyén a római időkben a krónikák szerint Castrodunum nevű település állt. A középkor elején a Dunois grófság székhelye volt. Dunois a 15. század egyik leghíresebb hadvezére volt, aki Jeanne d’Arc oldalán harcolt az angolok ellen. Szobra most is ott áll a kastély kápolnájában, nem messze Magyarországi Szent Erzsébettől.
A várost 1570-ben, majd 1590-ben is az ellenséges hadak porráégették, majd 1723-ban egy véletlenül keletkezett tűzvész semmisítette meg, 1870-ben pedig a poroszok gyújtották fel újra.
A várkastély a művészettörténészek a 15. század legtökéletesebb világi építményének mondják. Várfalai a kis Loir folyó partján meredeken szöknek a magasba. A kastély legrégibb része a 10. századból való henger alakú donjon, négy méter vastag falakkal.

## Galéria

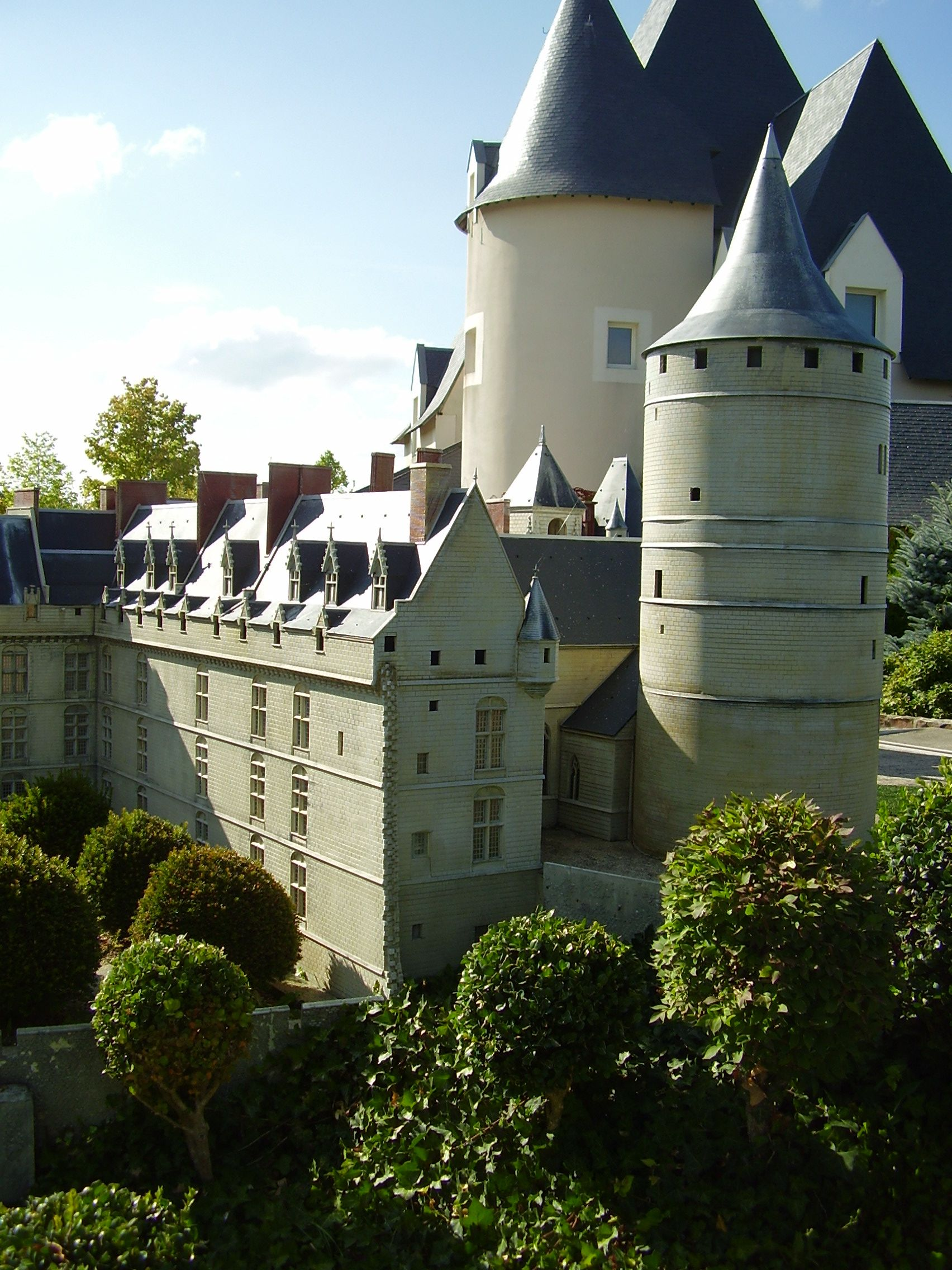
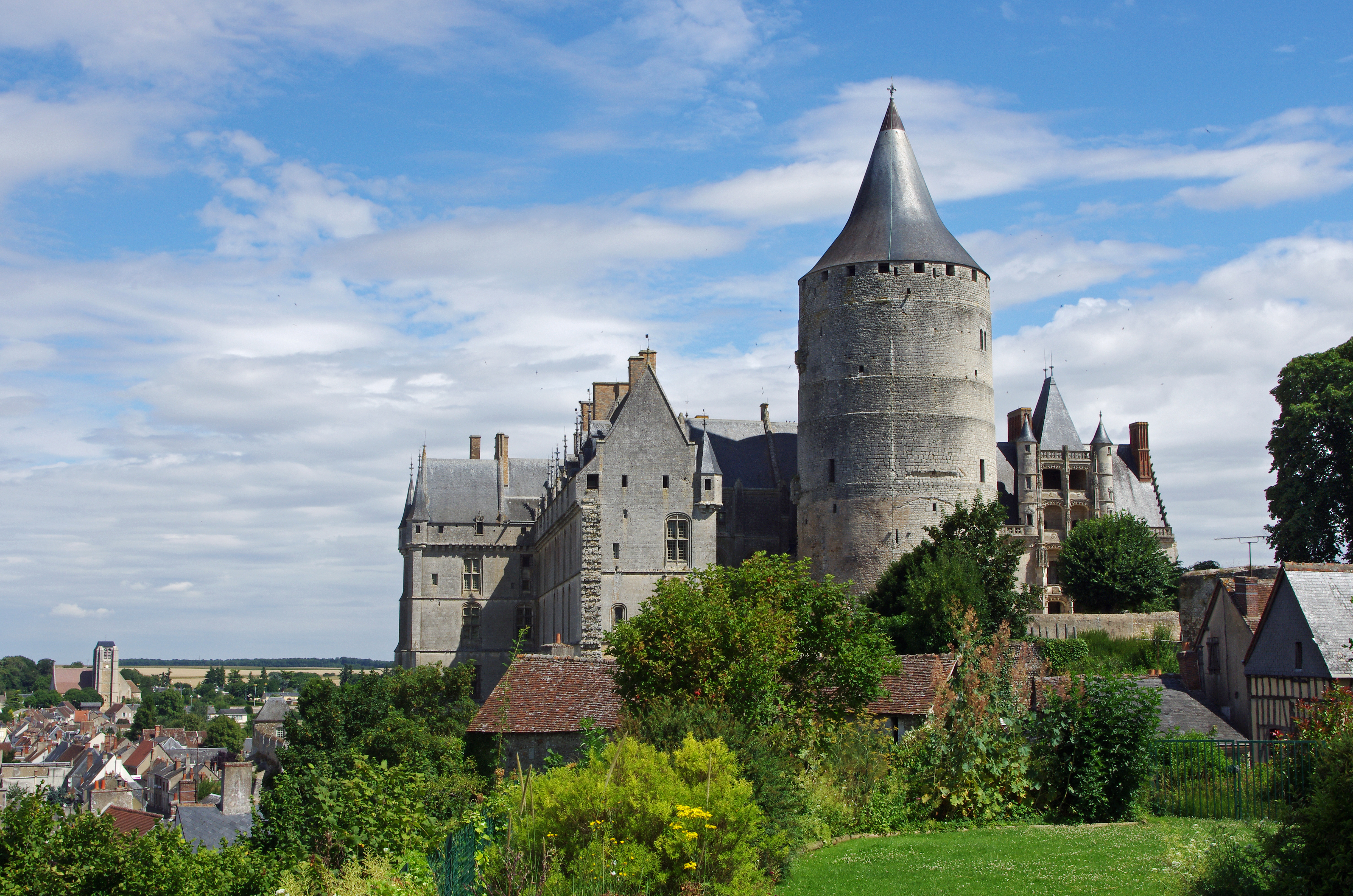
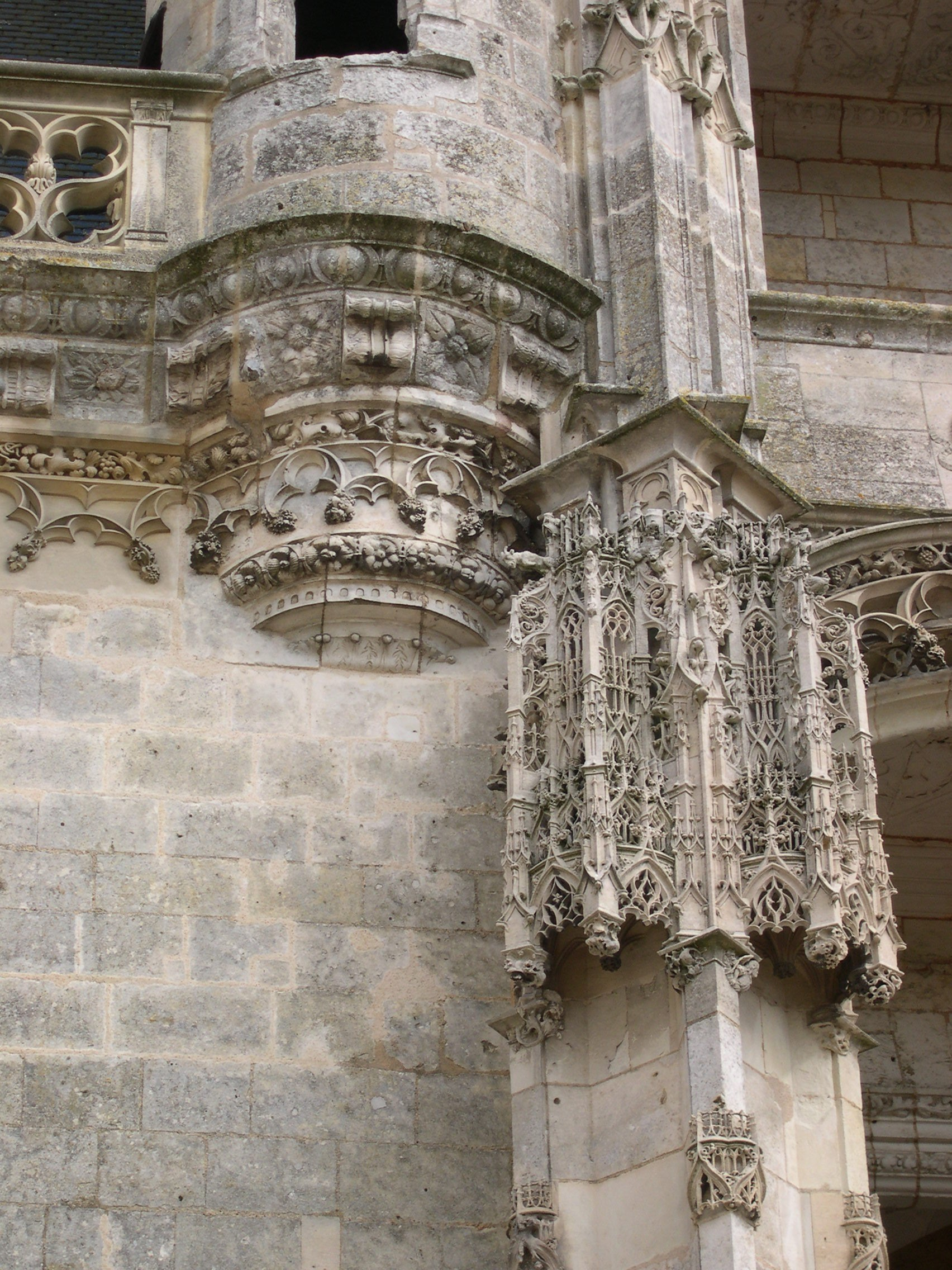
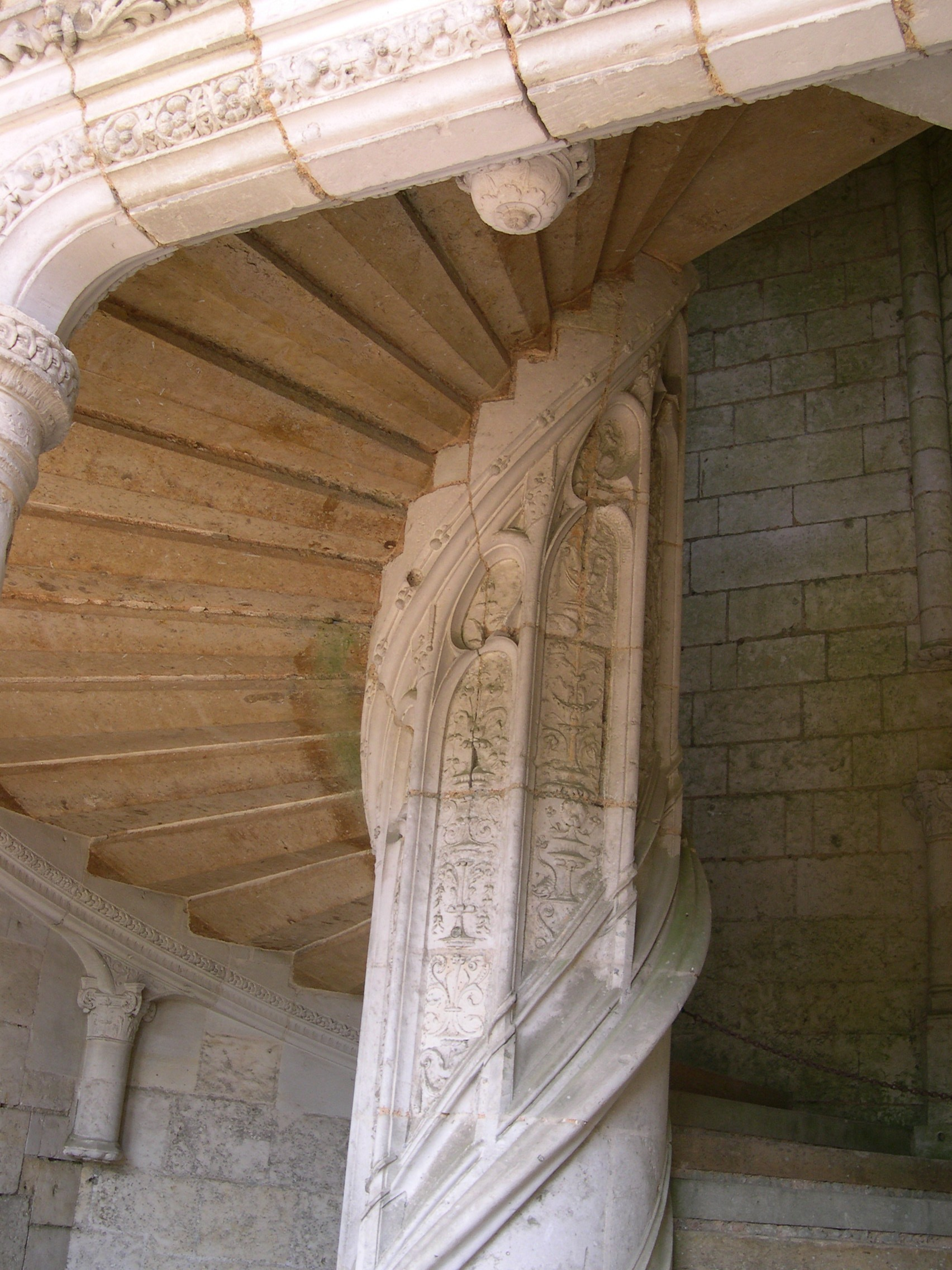
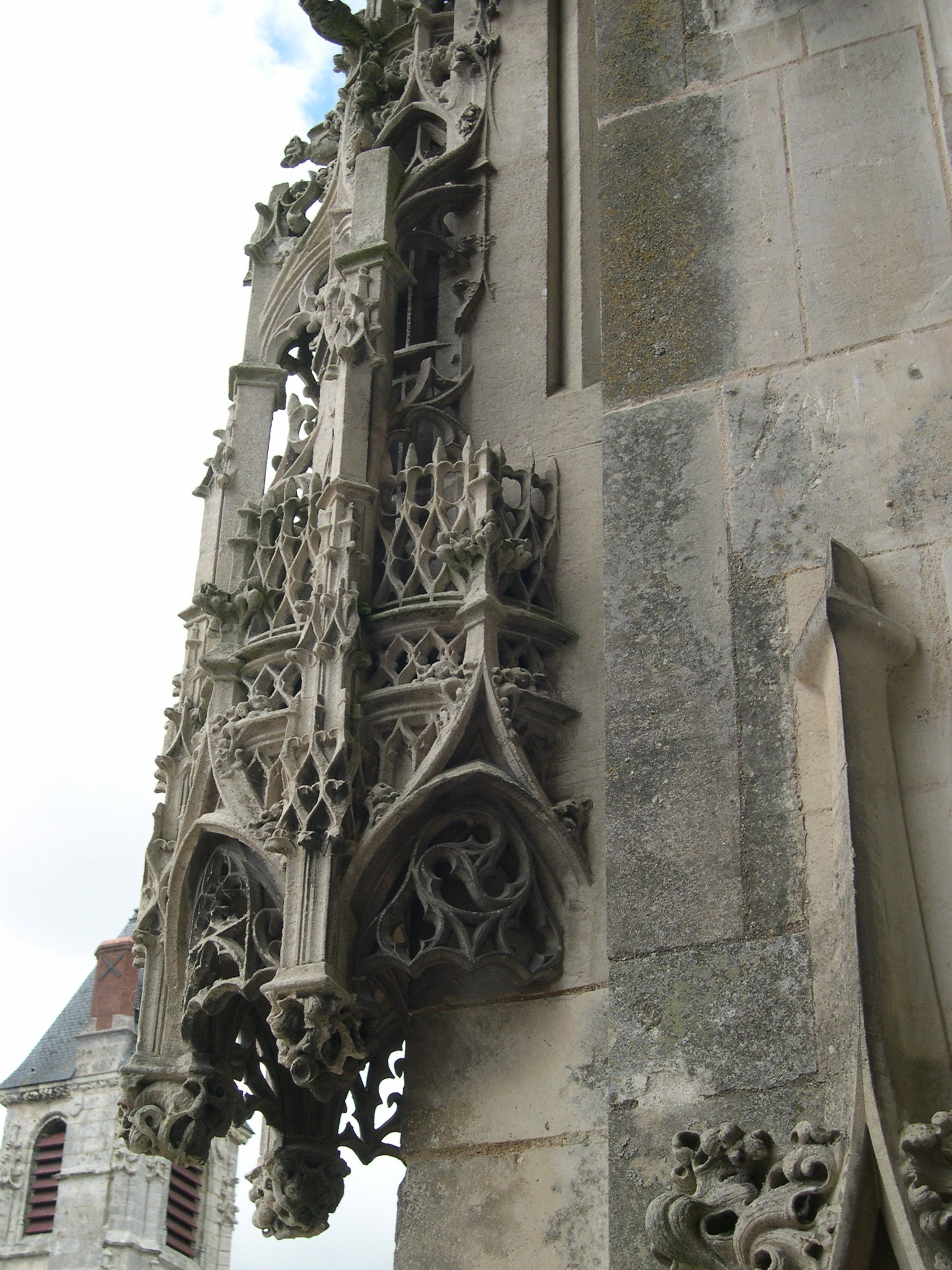
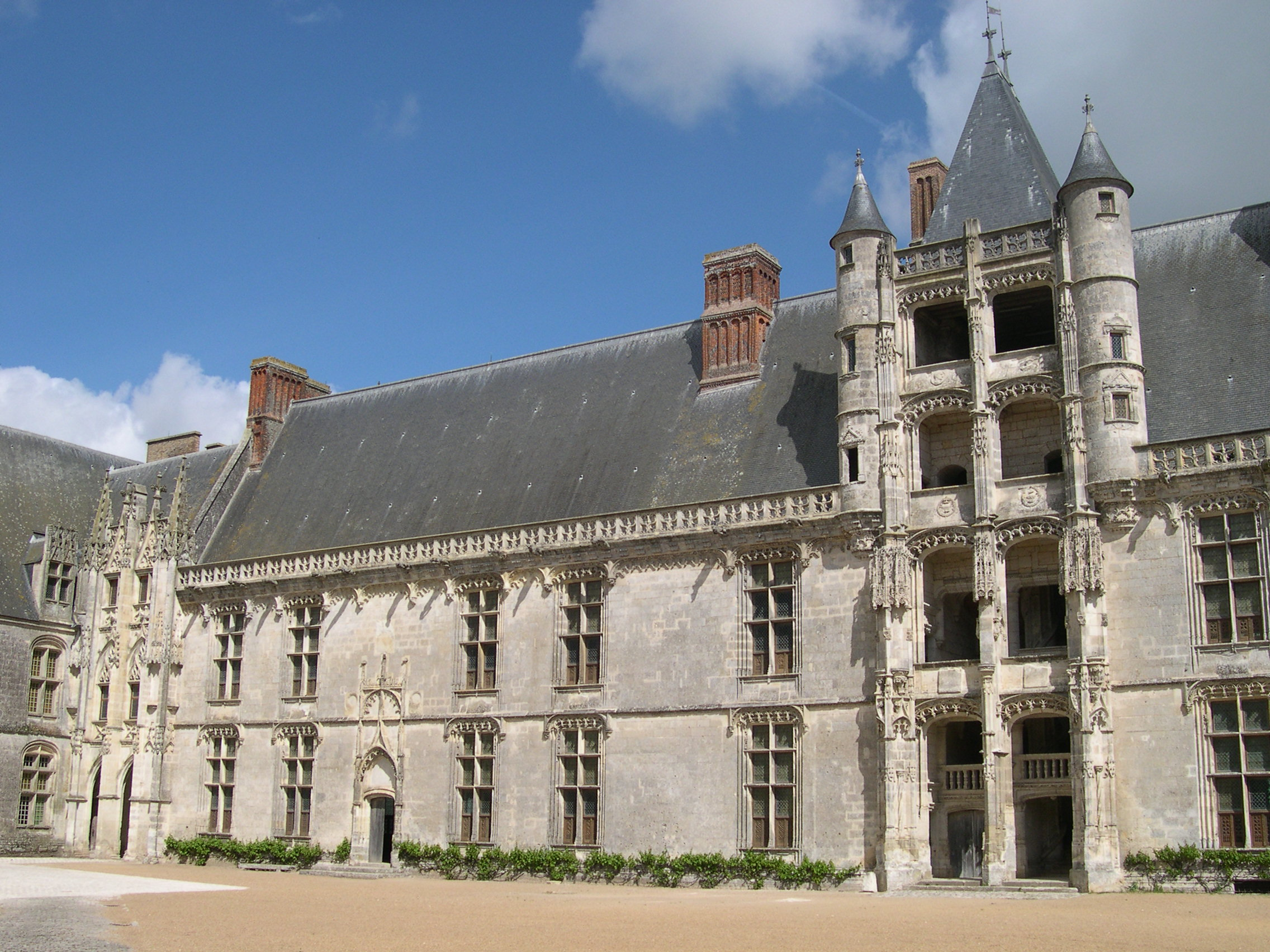
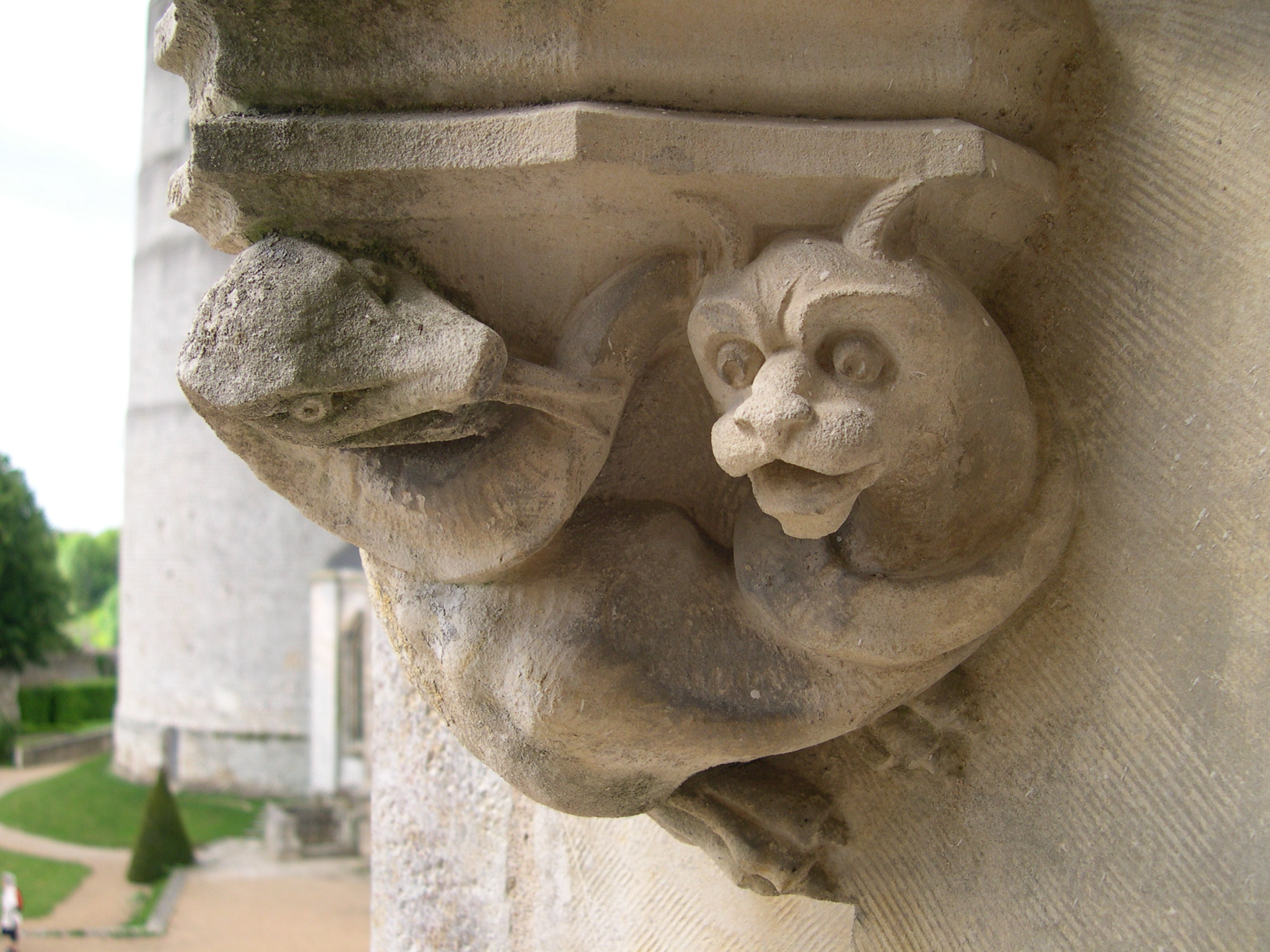
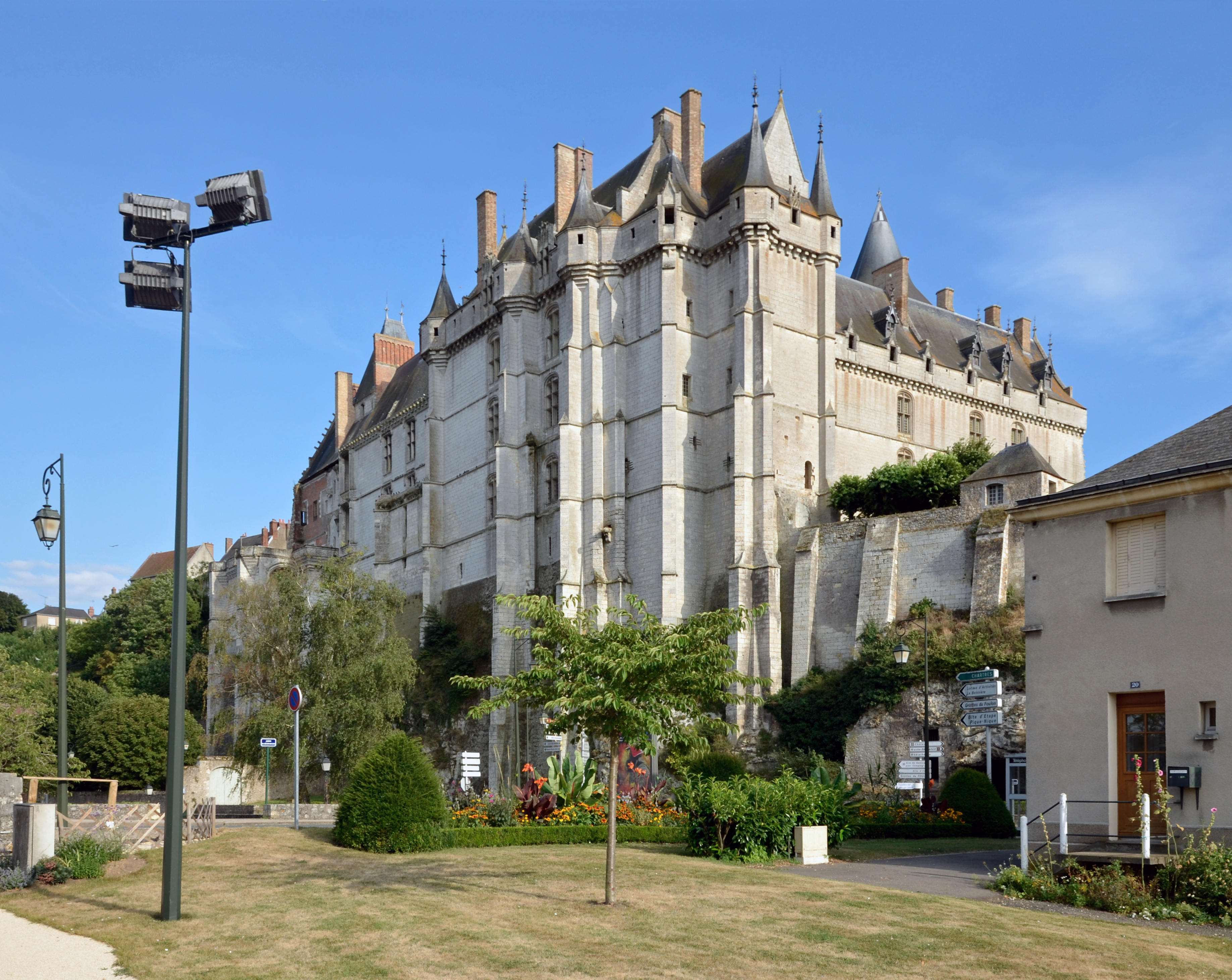
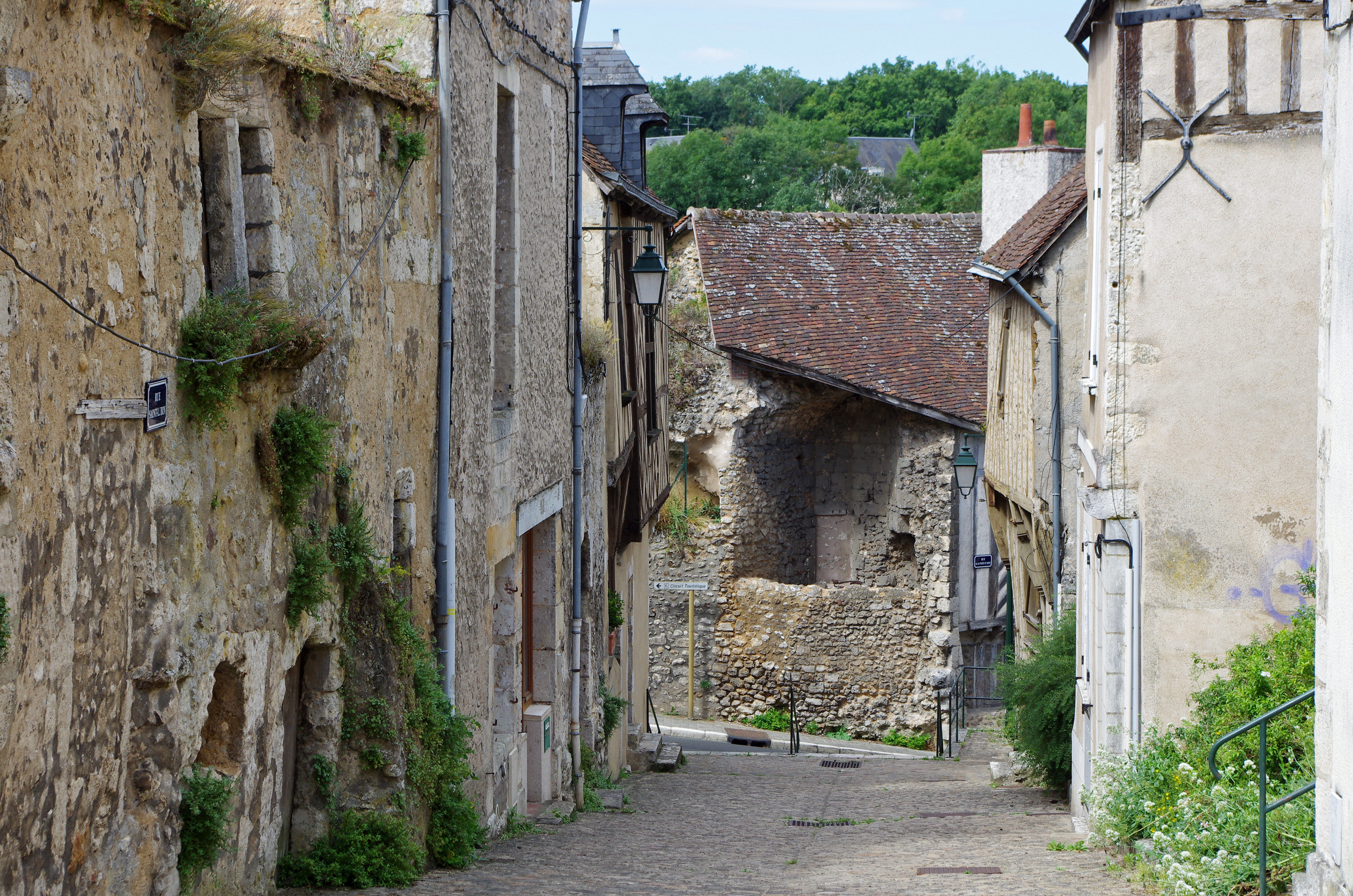
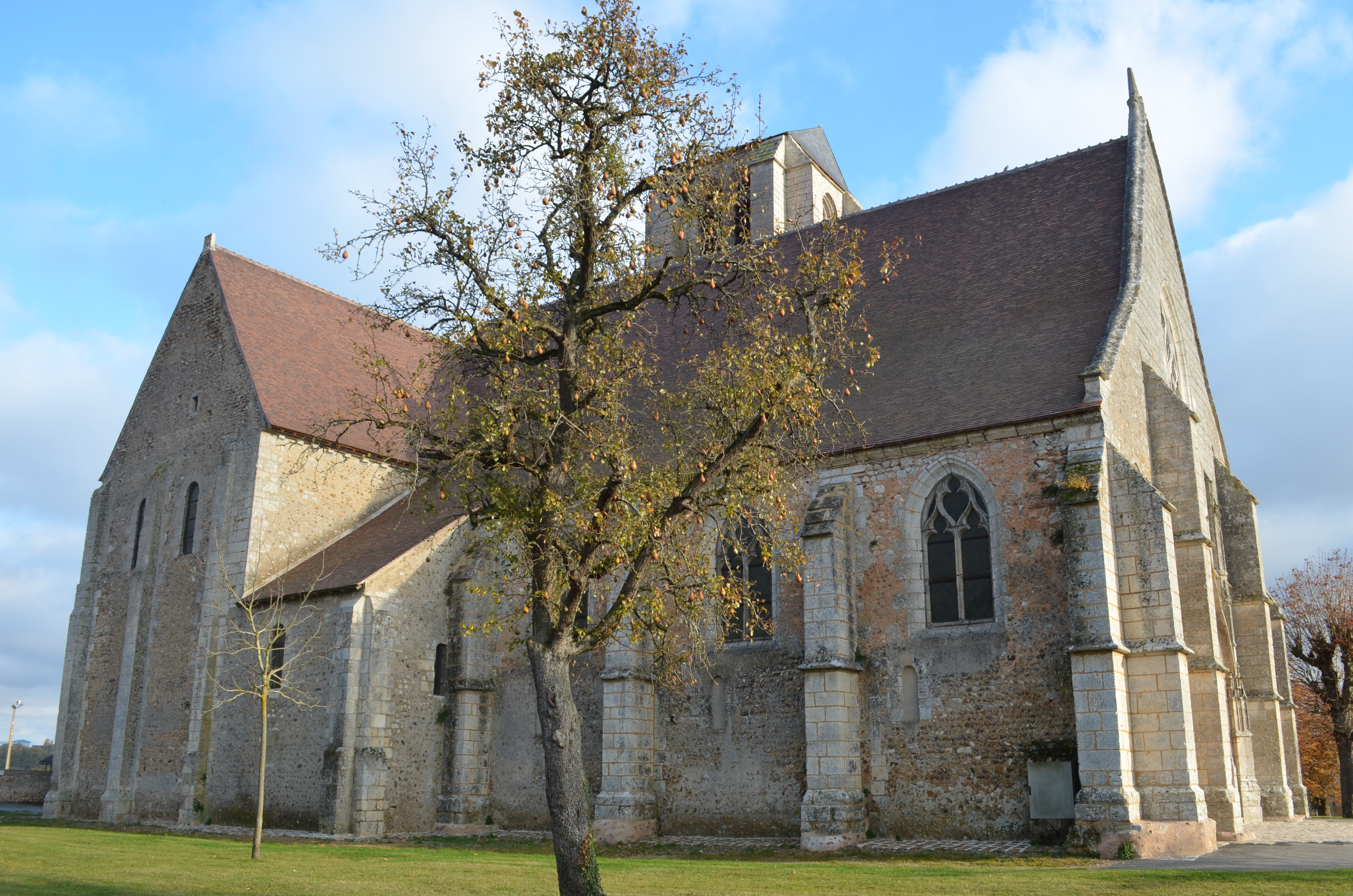
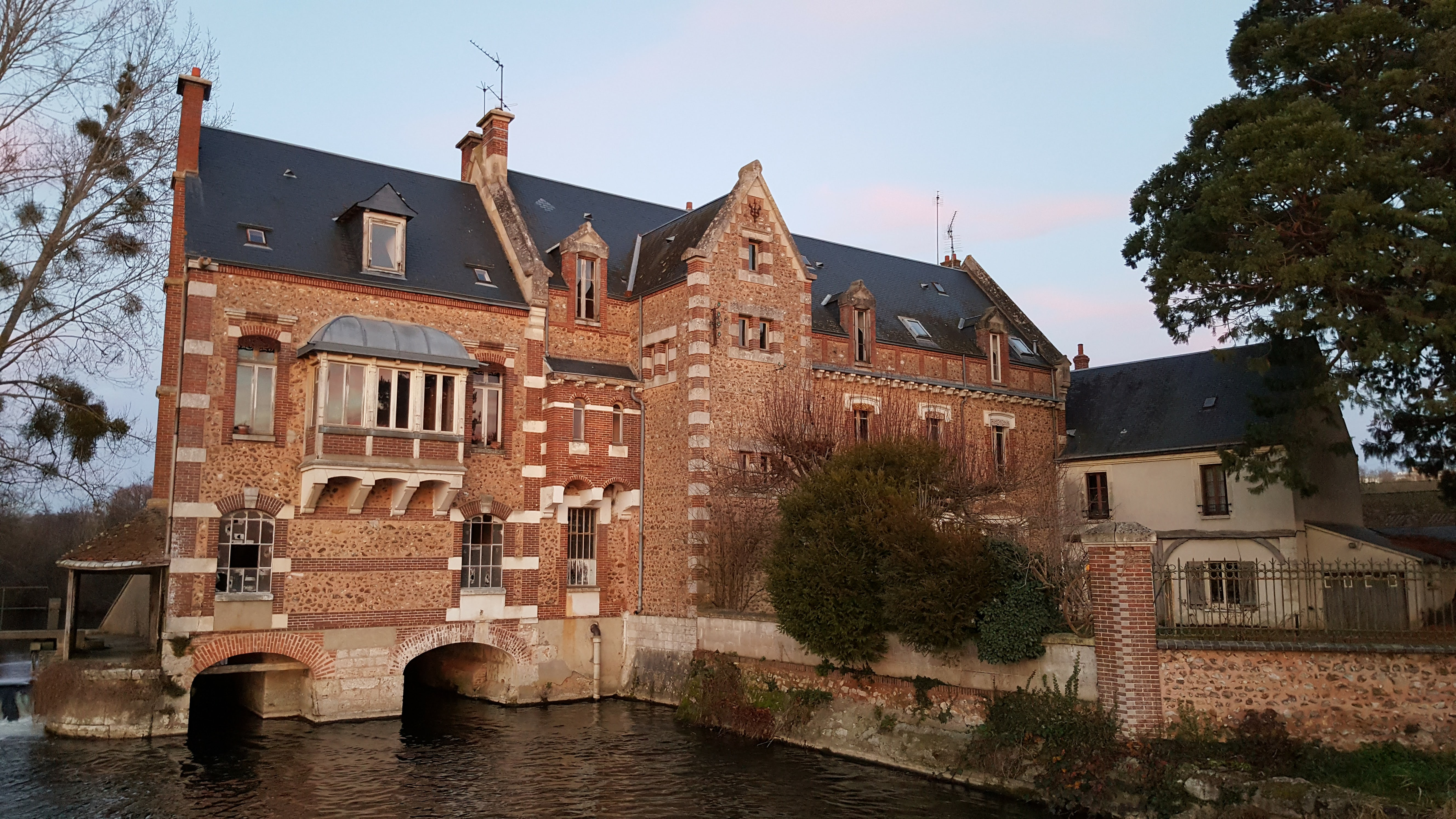
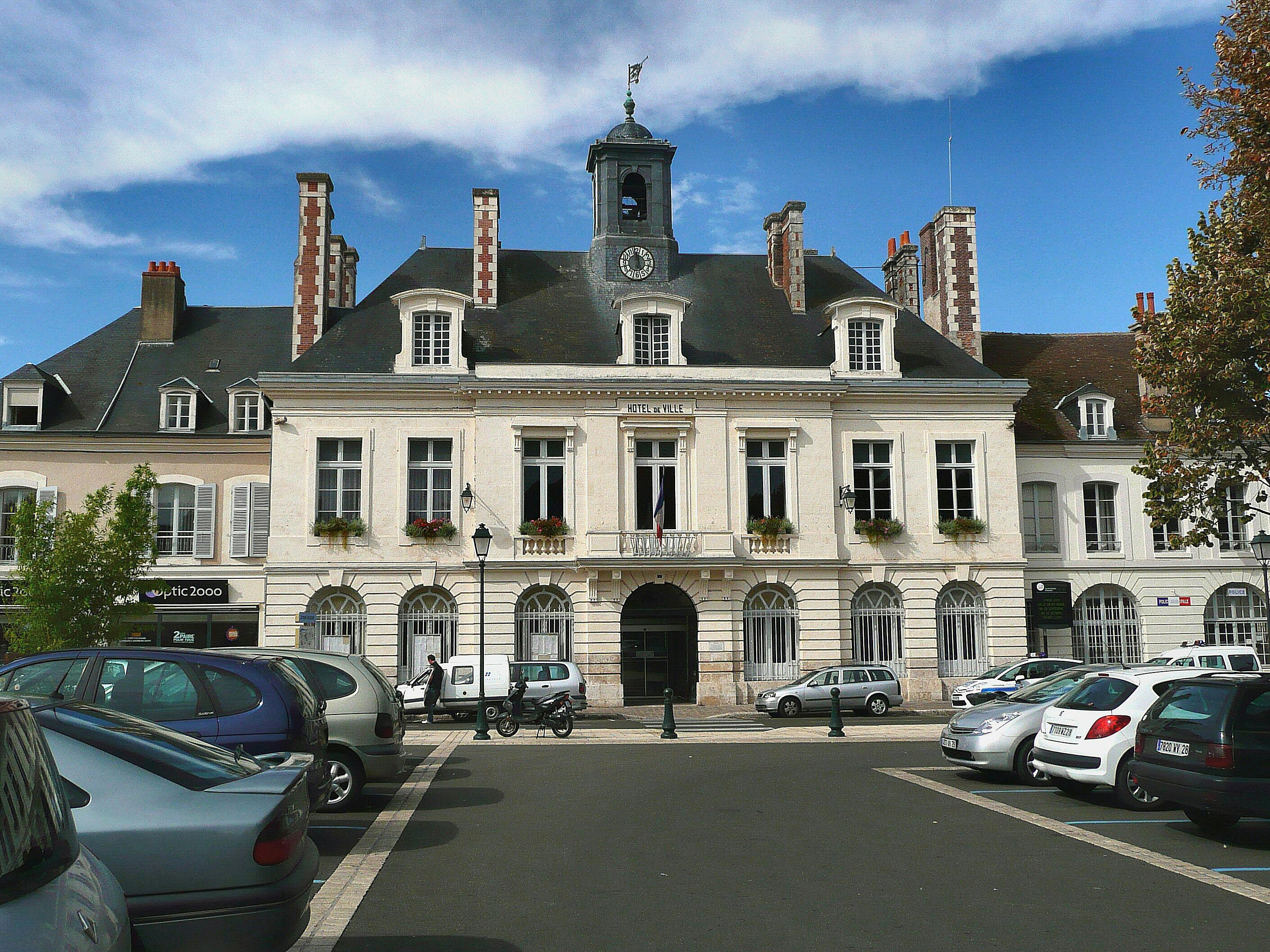

## Nevezetességek
- Várkastély